# هامادا محمد
هامادا محمد هو منافس ألعاب قوى مصري، ولد في 22 أكتوبر 1992 في مدينة قنا في مصر.

## وصلات خارجية
- هامادا محمد على موقع الاتحاد الدولي لألعاب القوى (الإنجليزية)
- هامادا محمد على موقع أوليمبيديا (الإنجليزية)